# 工藤綾乃
工藤 綾乃（くどう あやの、1996年（平成8年）5月28日 - ）は、日本の女優、タレント。
宮崎県出身。オスカープロモーション所属。第12回全日本国民的美少女コンテストグランプリ。

## 略歴
13歳の時に2009年8月開催の『第12回全日本国民的美少女コンテスト』にて応募総数9万4,810通の中から史上初めてグランプリおよびモデル部門賞をダブル受賞し芸能界入り。歌唱テストでは福井舞の「アイのうた」を披露した。
2010年公開の『劇場版 怪談レストラン』で映画初出演にして初主演を務めた。2012年6月にファースト写真集となる『ayano』を発表した。
デビュー当初から宮崎と東京を行き来する生活を送っていたが、2015年3月に高校を卒業、大学進学を機に上京し芸能活動を本格化した。
2018年には『アウト×デラックス』に出演、国民的美少女グランプリの重さと実力が比例せず、ストレスのはけ口で酒におぼれる生活を告白。
2025年に『ウルトラマンオメガ』のヒロインである生物学者「イチドウ アユム」役に抜擢。若くてフレッシュなイメージとオーディション時に言われていたので、（29歳の工藤が）ヒロインとして参加できるとは思わなかったという。

## 人物
- 趣味はジャズダンス（2年）とモダンバレエ（6年）[1]。
- 5歳下の弟がいる[13][2]。
- 中学時代はバスケットボール部に所属していた[14]。
- 美少女コンテストの同期である尾中琴美と仲が良い[15]。
- 『ウルトラマンオメガ』出演オーディション2日前に幼少時「ウルトラマンランド」で撮った写真が実家で発見され、母から送られてきた。不思議な縁を感じたという[16]。

## 出演

### 映画
- 私の優しくない先輩（2010年7月17日、ファントム・フィルム）
- 劇場版 怪談レストラン（2010年8月21日、東映） - 主演・天野ハル 役
- 映画 鈴木先生（2013年1月12日、角川書店 / テレビ東京） - 神田マリ 役
- 空の境界（2013年2月16日、横田佳代子事務所 / セントラルメディアプロモート） - 小堺美奈 役
- HiGH&LOWシリーズ（松竹） - 苺美瑠狂 明日香 役
  - ROAD TO HiGH&LOW（2016年5月7日）
  - HiGH&LOW THE MOVIE（2016年7月16日）
- きみはなにも悪くないよ（2017年11月5日、ENBUゼミナール） - 主演
- 牙狼〈GARO〉 神ノ牙-KAMINOKIBA-（2018年1月6日、東北新社） - レイコ 役
- たまえのスーパーはらわた（2018年10月20日、KATSU-do） - 埼田栞 役
- 喝 風太郎!!（2019年11月1日、SDP） - シオリ 役[17]
- シグナル100（2020年1月24日、東映） - 野島芽衣子 役[18]
- SHELL and JOINT（2020年3月27日公開、ギグリーボックス）
- skipシティ国際映画祭上映「世界の始まりはいつも君と」（2022年7月）MIRAI PICTURES JAPAN製作[注 1]
- 映画 おっさんのパンツがなんだっていいじゃないか!（2025年7月4日、ギャガ）[19]

### テレビドラマ
- 鈴木先生（2011年4月25日 - 6月27日、テレビ東京） - 神田マリ 役
- HUNTER〜その女たち、賞金稼ぎ〜 第1話（2011年10月11日、関西テレビ） - 井坂黎（米倉涼子）の高校生時代役
- 水曜ミステリー9 旅行作家・茶屋次郎9（2011年11月30日、テレビ東京） - 秋山しおり 役
- 13歳のハローワーク（2012年1月13日 - 3月9日、テレビ朝日） - 若槻葵 役
- ブラックボード〜時代と戦った教師たち〜 第2夜（2012年4月6日、TBS） - 川上早苗 役
- 黒の女教師 第3話（2012年8月3日、TBS） - 白石杏 役
- リミット（2013年7月12日 - 9月27日、テレビ東京） - 市ノ瀬ハル 役[20]
- 変身インタビュアーの憂鬱（2013年10月21日 - 12月23日、TBS） - 夷鈴子 役
- シンデレラデート（2014年11月3日 - 12月26日、東海テレビ） - 木島綾 役
- 土曜ワイド劇場 セイアン〜生活安全特捜隊（2014年11月29日、テレビ朝日） - 内海絵里 役
- 戦う！書店ガール（2015年4月14日 - 6月9日、フジテレビ） - 高田愛子 役
- 昔話法廷 第3話 「白雪姫」裁判（2015年8月12日、NHK） - 裁判員・大平まみ 役
- HiGH&LOW〜THE STORY OF S.W.O.R.D.〜（2015年10月 - 12月、日本テレビ） - 苺美瑠狂 明日香 役
- 孤独のグルメ Season6 第2話    （2017年4月15日、テレビ東京）  - カナ 役
- 大馬鹿代（2017年6月11日、J:COMチャンネル）
- 新宿セブン（2017年10月13日 - 12月23日、テレビ東京） - 楓 役[21]
- 超入門!落語 THE MOVIE 井戸の茶碗 （2017年11月2日、Eテレ） - 浪人・千代田卜斎の娘 役
- バイプレイヤーズ 〜もしも名脇役がテレ東朝ドラで無人島生活したら〜（2018年2月28日、テレビ東京） - 工藤綾乃（本人） 役 ※X21の川口ゆりな、田中珠里と共に3人で“島オスカー”として出演
- インベスターZ（2018年7月 - 9月、テレビ東京） - リン・コウメイ 役
- 琥珀の夢（2018年10月5日、テレビ東京）
- つばめ刑事（2019年6月3日、ひかりTV、dTV） - 川崎 役
- 死役所 第6話（2019年11月21日、テレビ東京） - 松井 役
- ひみつ×戦士 ファントミラージュ! 第55話（2020年4月26日、テレビ東京） - 太賀愛 役
- 純喫茶に恋をして 第9話（2020年10月3日、フジテレビTWO） - 百々目鬼源一郎 役
- 歩くひと（2021年3月7日、NHK） - ゲスト
- 東京放置食堂（2021年9月16日 - 11月3日、テレビ東京） - 小宮山渚 役
- 内田康夫サスペンス 浅見光彦 軽井沢殺人事件（2022年2月28日、テレビ東京） - 野本美貴 役[22]
- この花咲くや（2022年3月16日、BSプレミアム）- 宇都晴美 役[23]
- かしましめし（2023年4月10日 - 5月29日、テレビ東京） - 沙耶 役[24]
- おっさんのパンツがなんだっていいじゃないか! 第2話・第4話・最終話（2024年1月13日・27日・3月16日、東海テレビ・フジテレビ） - 林檎さん / 加藤倫子 役
  - おっさんのパンツがなんだっていいじゃないか!SP（2025年6月28日、東海テレビ・フジテレビ）[25][26]
- 御社の乱れ正します! 第3話（2024年4月16日、BS-TBS） - 佐野 役
- 星屑テレパス（2024年6月26日 - 8月28日、テレビ東京） - 笑原茜 役[27][28]
- コスメティック・プレイラバー（2024年8月6日 - 27日、フジテレビ） - 相沢 役[29]
- ウルトラマンオメガ 第2話（2025年7月12日 - 、テレビ東京）- イチドウアユム 役[30]

### ラジオドラマ
- FMシアター（NHK-FM）
  - 『マイライフ・アズ・ア・ドッグ』（2022年1月22日）[31]

### 情報・バラエティ番組
- ニッポンぶらり鉄道旅 第92回「“青春まっただ中”を探して　京王線」（2017年3月2日、NHK BSプレミアム） - 旅人
- わがまま!気まま!旅気分〜宮崎の秋を食べつくす!ドライブ旅〜（2017年11月4日、BSフジ / テレビ宮崎）
- 博多華丸のもらい酒みなと旅2（2018年9月16日、テレビ東京）
- 久住昌之のニッポン箸休めさんぽ（2023年8月15日 - 2024年3月26日、 BS12 トゥエルビ） - #26「宮崎編」から出演[32][注 2]

### 舞台
- 氷川きよしの「ねずみ小僧次郎吉」（2017年6月2日 - 30日、東京・明治座） - 小雪 役[42]

### PV
- サカナクション 「ミュージック」（2013年1月23日）
- 降幡愛「パープルアイシャドウ」（2020年11月16日）

### ネット動画
- This is Nishitachi（宮崎市 / 宮崎市観光協会、2017年） - 宮崎市の歓楽街・西橘通り（「ニシタチ」）の観光PR動画[43]

### CM
- ガスト 「チーズINハンバーグ」1000万食突破記念キャンペーン（2010年）
- 森下仁丹 BifinaS 海外版（2019年）
- 味の素 「レンチンクック」（2021年）

## 作品

### 写真集
- ayano（2012年5月28日、ワニブックス、撮影：熊谷貫）ISBN 978-4-8470-4463-2

### DVD
- La beaute 国民的美少女2009（2009年11月20日、イーネット・フロンティア）